# Cristopher Moisés
Cristopher Moisés Rolin (Alcalá de Henares, España, 3 de septiembre de 1993) es un futbolista ecuatoguineano. Juega de delantero y su equipo actual es el Colonia Moscardó de la Tercera División de España.
Es internacional con Guinea Ecuatorial, donde sus padres nacieron.

## Trayectoria
Aunque nació en España, debido a la emigración desde Guinea Ecuatorial de sus padres (un bubi y una hija de oriundos de Santo Tomé y Príncipe), Cristopher tiene la triple nacionalidad ecuatoguineana, santotomense y española.
Se trata de un delantero formado en los clubes EF Arganda, Alcalá y EMF Águilas de Moratalaz.

## Selección nacional
Cristopher fue citado a la selección absoluta de Guinea Ecuatorial por primera vez para las fechas FIFA de junio de 2015. Debutó el día 6 de ese mes en un amistoso contra Andorra, que concluyó en victoria (1:0) y en el cual fue suplente, entrando tras el entretiempo. Archivado el 13 de septiembre de 2015 en Wayback Machine.